# 低悪性度型粘表皮癌
低悪性度型粘表皮癌（ていあくせいどがたねんひょうひがん）とは、多形性腺腫と似た臨床像を示すことが多い粘表皮癌である。
組織学的には、細胞分化度が高く杯細胞様の粘液産生細胞と扁平上皮細胞がいずれも明瞭かつ多数認められると共に嚢胞腔や腺腔の形成が目立つ。
これらの腔に溜まった粘液が間質に流れ込むとその部分に炎症反応が引き起こされる。
扁平上皮細胞に角化はあまり見られない。どの細胞型にも属さない未分化の小細胞（中間細胞）が見られる。完全な切除による治癒を期待できる。